# Блеона
Блеона Керети (алб. Bleona Qereti; более известна как Блеона; род. 14 мая 1979, Корча, Албания) — албанская певица и актриса. С 2009 года Блеона работает в США, имея опыт сотрудничества с такими продюсерами как Тимбалэнд, Родни Джеркинс и обладать «Грэмми» Дэвид Фостер. В феврале 2019 её композиция «I Don't Need Your Love» достигла первой позиции в хит-параде Hot Dance Club Songs.

## Биография
Блеона Керети родилась 14 мая 1979 года в Корче, городе в Албании. Она начала свою карьеру в театре Скампа в Эльбасане, а затем перебралась в Тирану, чтобы продолжить свою певческую карьеру. В 13 лет родители Блеоны побудили её бросить пение и пойти в бизнес-школу. Позже они отправили дочь учиться в немецкую школу. В 15 лет она начала петь и выступать на албанских музыкальных фестивалях. В 1996 году Блеона выпустила свой первый сингл «Lermeni», а спустя год — и первый альбом «Kam Qejfin Tim». В том же году состоялся первый её крупный тур, в рамках которого она дала более 25 летних концертов в залах Швейцарии и Германии. В 1997 году Блеона гастролировала в поддержку албанской Демократической партии, возглавляемой Сали Беришей, и выпустила клип на песню «Kam Qejfin Tim». С тех пор она выпускает примерно одно музыкальное видео в год.
Блеона может говорить и петь на английском, албанском, итальянском и немецком языках. Она обучалась актёрскому мастерству по системе Станиславского, окончив с дипломом бакалавра Академию исполнительских искусств в Тиране. Блеона также играет на скрипке
С 1999 по 2002 год Блеона выпустила три альбома, все три добились успеха в чартах Юго-Восточной Европы. В 1999 году она отправилась в гуманитарный тур в помощь жителям Косово, в рамках которого дала ряд концертов по всей Европе. С 2000 по 2001 год Блеона выступила на 80 концертах в Европе и Великобритании, а к 2002 году была хедлайнером концертов на открытом воздухе. В том же году она выпустила DVD «Nje xhiro neper Shqiperi».

### 2003—2007
В 2003 году Блеона выпустила альбом «Ti Nuk Di As Me Ma Lyp», в течение трёх месяцев после выхода было продано около 300 000 его копий. В течение следующих четырёх лет она вновь гастролировала по Косово, Великобритании, Германии, Швейцарии и Италии, также выступая вместе с рок-группой Elita 5.
Альбом Блеоны 2005 года «Boom Boom» был записан на английском и албанском языках. В том же году её сингл «S’dua» получил премию Media на «Magic Song Festival Awards», албанской версии премии «Грэмми». В 2006 году Блеона стала самым молодой победительницей в номинации Выдающаяся карьера в истории этой премии. Её восьмой альбом «Mandarin» был продан более 800 000 копий в 2007 году, побив предыдущий рекорд певицы. Для этого альбома она покрасила волосы в красный цвет в 2006 году и сохраняла его таким до 2007 года, снявшись в таком виде в трёх клипах. В 2007 году Блеона агитировала за партию Новый косовский альянс, созданную годом ранее Бехджетом Исой Пацолли. В 2008 году она вновь стала обладательницей премии Media на «Magic Song Festival Awards», с песней «Magnetic».

### Переезд в США
Первый тур Блеоны по США состоялся в 2004 году, когда клубный промоутер пригласил её в Нью-Йорк для выступления в нью-йоркском Вебстер-холле. С тех пор она продолжает выступать как в США, так и на Ближнем Востоке и в Европе.
Блона переехала в США в сентябре 2010 года. Вскоре после этого она встретилась с продюсером Тимбалэндом на церемонии награждения премии «Грэмми». После года проволочек она начала работать с ним над тремя новыми треками. Она работала над песнями с Родни Джеркинсом, Макебой и Джимми Дугласом. Её англоязычный сингл «Show Off» был выпущен 27 сентября 2010 года. В феврале 2011 года Блеона стала гражданином США.

### Сингл
В сентябре 2012 года был выпущен сингл Блеоны с участием рэпера Браско «Pass Out», продюсером которого стал Тимбалэнд. Она гастролировала по Европе для продвижения сингла, выступая в албанских городах Влёра, Эльбасан, Шкодер и Тирана, косовской Приштине, македонском Тетово и немецком Дюссельдорфе. В туре её поддерживали DJ Freestyle Steve и рэпер Браско. Посещаемость концертов варьировалась от 50 до 70 тысяч человек за выступление.
Летом 2013 года состоялся релиз сингла певицы «Take It Like A Man» производства StopWaitGo. В рамках его продвижения она выступила хедлайнером на гей-параде в Лас-Вегасе 7 сентября того же года.

## Дискография

### Альбомы
| Год  | Название                                               |
| ---- | ------------------------------------------------------ |
| 1997 | Kam Qejfin Tim (I Run My Own Game)                     |
| 1999 | Nese Me Do Fort (If You Love Me That Much)             |
| 2001 | S’me Behet Vone (I Don’t Care)                         |
| 2002 | Ik Meso Si Dashurohet (Go Learn How to Love)           |
| 2003 | Ti Nuk Di As Me Ma Lyp (You Weren’t Man Enough for Me) |
| 2005 | Greatest Hits                                          |
| 2005 | Boom Boom                                              |
| 2007 | Mandarin                                               |

### Синглы
| Год  | Название                  |
| ---- | ------------------------- |
| 1996 | «Lermeni»                 |
| 1999 | «Nese me do fort»         |
| 2001 | «S’me behet vone»         |
| 2002 | «Ik meso si dashurohet»   |
| 2003 | «O bo bo c’i bere vehtes» |
| 2005 | S’dua"                    |
| 2005 | «Boom Boom»               |
| 2006 | «Hallal e ke»             |
| 2007 | «Mandarin»                |
| 2008 | «Magnetic»                |
| 2010 | «Show Off»                |
| 2012 | «Pass Out»                |
| 2013 | «Without You»             |
| 2013 | «Take It Like A Man»      |
| 2014 | «Fuck You I’m Famous»     |
| 2014 | «Still In Love»           |
| 2015 | «Take You Over»           |
| 2018 | «Wicked Love»             |
| 2018 | «I Don't Need Your Love»  |
| 2019 | «No One Like You»         |

### Недельные чарты
| Take you over (2015)                       | Наивысшая позиция |
| ------------------------------------------ | ----------------- |
| (IFPI)                                     | 4                 |
| Digital Songs (Billboard)                  | 11                |
| США (Billboard Dance Club Songs)           | 3                 |
| США (Billboard Hot Dance/Electronic Songs) | 28                |